# پایگاه هوایی گارد ملی تولدو
پایگاه هوایی گارد ملی تولدو (به انگلیسی: Toledo Air National Guard Base) یک فرودگاه است . این فرودگاه در شهر تولیدو، اوهایو کشور ایالات متحده آمریکا قرار دارد .